# Janet Mills
Janet Mills (anglès: Janet Trafton Mills)  (Farmington, 30 de desembre de 1947) és una política i advocada estatunidenca, actual governadora de Maine des del gener de 2019, i la primera dona a ocupar aquest càrrec.
Membre del Partit Demòcrata, anteriorment havia exercit com a fiscal general de Maine en dues etapes (2009-2011 i 2013-2019), sent també la primera dona a ocupar aquesta posició. Abans d’aquests càrrecs, va ser diputada a la Cambra de Representants de Maine i fiscal de districte, destacant com la primera dona fiscal de districte a Nova Anglaterra.
Graduada en dret per la Universitat de Maine el 1976, Mills va començar la seva carrera com a fiscal especialitzada en crims greus. Va ser una de les fundadores del Maine Women’s Lobby, una organització en defensa dels drets de les dones. Com a governadora, ha impulsat l’expansió del programa Medicaid, mesures per la lluita contra el canvi climàtic i la protecció dels drets reproductius. També ha treballat per millorar les relacions amb les tribus indígenes de Maine i ha signat lleis per prohibir la teràpia de reorienració sexual per a persones LGTBI+.
Reelegida el 2022, ha continuat implementant polítiques progressistes en salut, medi ambient i drets socials. Tot i ser considerada una demòcrata moderada, ha defensat la regulació d’armes i s’ha oposat a la despenalització de petites quantitats de drogues. El 2023 va ser elegida copresidenta de la Climate Alliance, un consorci d’estats compromesos amb la reducció d’emissions.